# Чернішоара (комуна)
Чернішоара (рум. Cernișoara) — комуна у повіті Вилча в Румунії. До складу комуни входять такі села (дані про населення за 2002 рік):
- Армешешть (682 особи)
- Гроші (434 особи)
- Медуларі (741 особа)
- Модоя (576 осіб)
- Обиршія (511 осіб)
- Серсенешть (75 осіб)
- Чернішоара (1005 осіб) — адміністративний центр комуни

Комуна розташована на відстані 181 км на північний захід від Бухареста, 33 км на захід від Римніку-Вилчі, 80 км на північ від Крайови, 145 км на південний захід від Брашова.

## Населення
За даними перепису населення 2002 року у комуні проживали 4024 особи.
Національний склад населення комуни:
| Національність | Кількість осіб | Відсоток |
| -------------- | -------------- | -------- |
| румуни         | 4023           | > 99,9%  |
| угорці         | 1              | < 0,1%   |

Рідною мовою назвали:
| Мова      | Кількість осіб | Відсоток |
| --------- | -------------- | -------- |
| румунська | 4023           | > 99,9%  |
| угорська  | 1              | < 0,1%   |

Склад населення комуни за віросповіданням:
| Релігія       | Кількість осіб | Відсоток |
| ------------- | -------------- | -------- |
| православні   | 3976           | 98,8%    |
| п'ятдесятники | 38             | 0,9%     |
| баптисти      | 5              | 0,1%     |
| адвентисти    | 3              | 0,1%     |
| римо-католики | 2              | < 0,1%   |